# شان ویلیامز (بازیکن راگبی)
شان ویلیامز (انگلیسی: Shaun Williams؛ زادهٔ ۱۳ آوریل ۱۹۹۸) بازیکن راگبی ۷ نفره اهل آفریقای جنوبی است.
وی در مسابقات کشوری و بین‌المللی در مجموع برندهٔ ۱ مدال طلا، ۱ مدال برنز شده است.